# Плешев
Плешев (пољ. Pleszew) град је у Пољској у Војводству великопољском. По подацима из 2012. године број становника у месту је био 17 862.

## Становништво
| 2012.  |
| ------ |
| 17 862 |

## Партнерски градови
- Kemer, Шпангенберг, Saint-Pierre-d'Oléron, Morlanwelz, Вестерстеде